# Antônio Ferreira de Oliveira Brito
Antônio Ferreira de Oliveira Brito (Ribeira do Pombal, 8 de outubro de 1908 — Salvador, 3 de julho de 1997) foi um advogado e político brasileiro.
Formou-se em direito pela Faculdade de Direito da Bahia, em 1933. Casou dois anos depois, em 1935, com Edith de Oliveira Brito. Pai de três filhas: Mariuche, Terezinha Brito e Eunice. Logo após o casamento, Oliveira Brito iniciou sua carreira como juiz na cidade de Cícero Dantas, no interior da Bahia.
Foi deputado federal, Ministro de Minas e Energia e ministro da Educação e Cultura no governo parlamentarista de João Goulart, de 8 de setembro de 1961 a 11 de julho de 1962.